# 이네스 부바크리
이네스 부바크리(아랍어: إيناس بوبكري, 1988년 12월 28일~)는 튀니지의 펜싱 선수로 주 종목은 플뢰레이다. 올림픽에 두 차례 출전하였고, 프랑스의 아소시아시옹 스포르티브 드 부르라렌 소속이며, 얀 드티엥 코치의 지도를 받고 있다.
부바크리는 튀니지 대표로 베이징에서 열린 2008년 하계 올림픽의 여자 플뢰레 개인전에 참가하였다. 중국 태생이자 1984년 하계 올림픽에서 금메달을 획득한 캐나다 국가대표 선수인 쥐제 롼에게 9-13으로 패하였다.
런던에서 열린 2012년 하계 올림픽에서도 여자 플뢰레 개인전 진출권을 획득하였다. 베이징 대회와 다르게, 처음 두 경기를 미국의 니콜 로스와 프랑스의 아스트리드 기야르를 꺾으며 산뜻하게 시작하였다. 그러나 부바크리는 8강전에서 개인전 3연패를 이루었던 이탈리아의 발렌티나 베찰리를 만났고, 연장전 끝에 7-8로 석패하였다.